# 理查德·布鲁克·赛克斯
理查德·布鲁克·赛克斯爵士（1942年8月7日—）是一位英国微生物学家和生物化学家。

## 生平
1993至1997年任葛兰素史克CEO，1997年当选皇家学会会士，1998至1999年任不列顛科學協會会长，现为布魯內爾大學校監。